# مارک پسکانوف
مارک پسکانوف (انگلیسی: Mark Peskanov؛ زادهٔ تاریخ ورودی نامعتبر است) آهنگساز اهل اوکراین است.